# Теханово
Теханово — деревня в Ростовском районе Ярославской области России.
В рамках административно-территориального устройства относится к Никольскому сельскому округу Ростовского района, в рамках организации местного самоуправления включается в сельское поселение Петровское.

## География
Деревня находится в юго-восточной части области, в зоне хвойно-широколиственных лесов, на левом берегу реки Сары, при автодороге 78Н-0608, на расстоянии примерно 14 километров (по прямой) к юго-западу от города Ростова, административного центра района. Абсолютная высота — 128 метров над уровнем моря.

### Климат
Климат характеризуется как умеренно континентальный, с умеренно холодной зимой и относительно тёплым влажным летом. Среднегодовая температура воздуха — +3,4 °C. Средняя температура воздуха самого холодного месяца (января) — −11,1 °C (абсолютный минимум — −46 °C); самого тёплого месяца (июля) — +17,3 °C (абсолютный максимум — +36 °C). Годовое количество атмосферных осадков составляет 500—600 мм, из которых большая часть выпадает в тёплый период.

### Часовой пояс
Теханово, как и вся Ярославская область, находится в часовой зоне МСК (московское время). Смещение применяемого времени относительно UTC составляет +3:00.

## Население
| 2007 | 2010 |
| ---- | ---- |
| 96   | ↘74  |

### Национальный состав
Согласно результатам переписи 2002 года, в национальной структуре населения русские составляли 96 % из 89 чел.